# Triteleia crocea
Triteleia crocea là một loài thực vật có hoa trong họ Măng tây. Loài này được (Alph.Wood) Greene miêu tả khoa học đầu tiên năm 1886.

## Hình ảnh

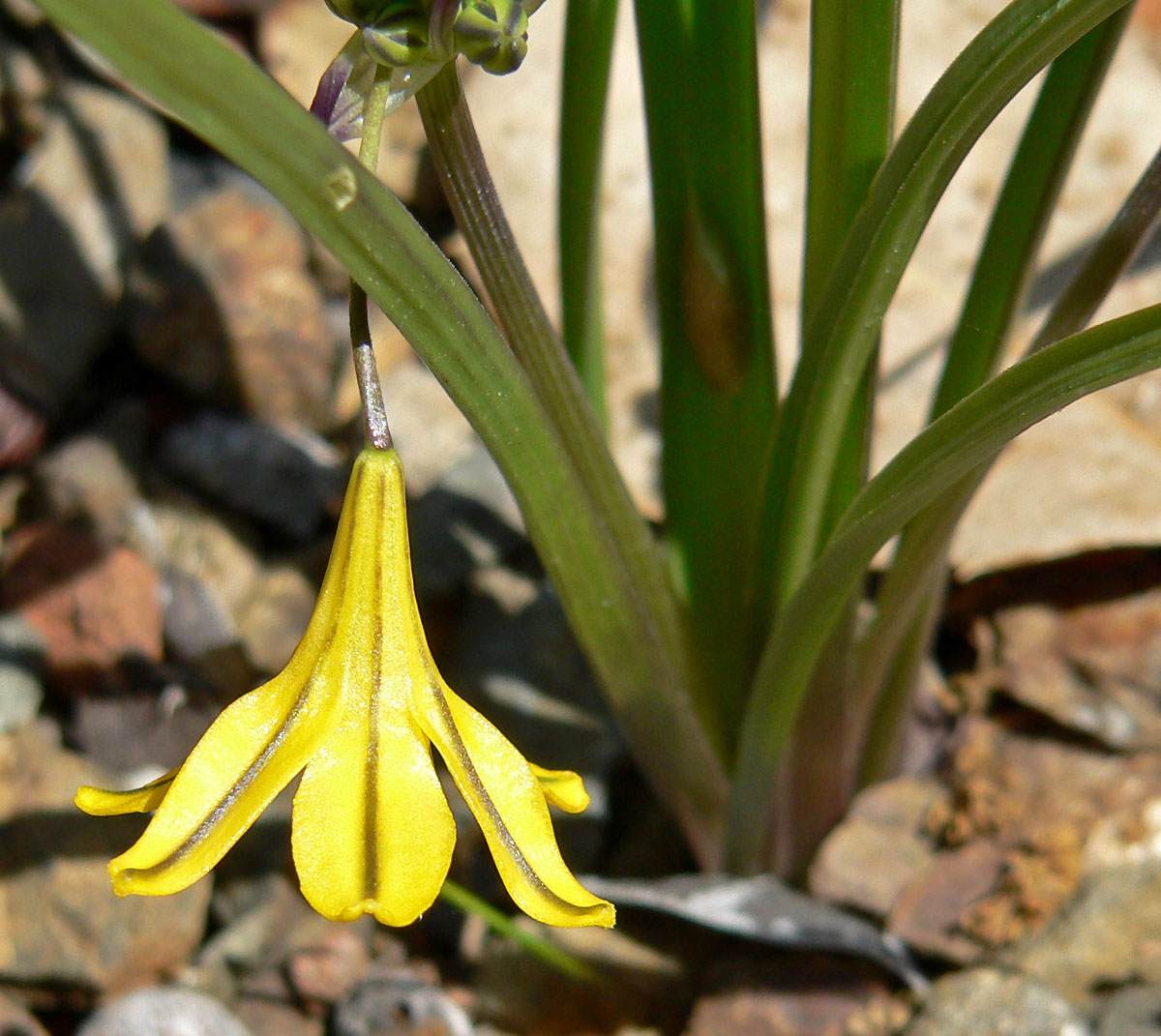
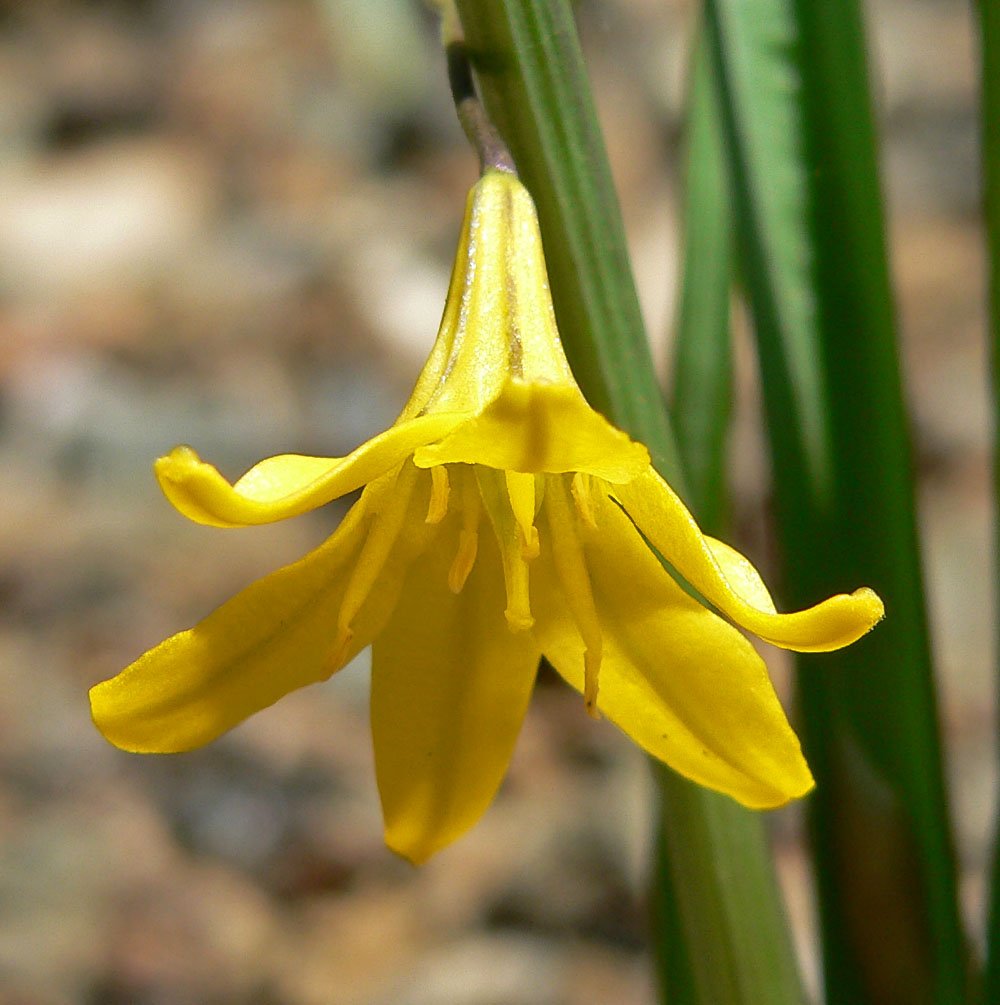